# Коне (Мазовецьке воєводство)
Коне (пол. Konie) — село в Польщі, у гміні Пневи Груєцького повіту Мазовецького воєводства.
Населення — 191 особа (2011).
У 1975-1998 роках село належало до Радомського воєводства.

## Демографія
Демографічна структура станом на 31 березня 2011 року:
|          | Загалом | Допрацездатний вік | Працездатний вік | Постпрацездатний вік |
| -------- | ------- | ------------------ | ---------------- | -------------------- |
| Чоловіки | 97      | 19                 | 66               | 12                   |
| Жінки    | 94      | 19                 | 59               | 16                   |
| Разом    | 191     | 38                 | 125              | 28                   |